# Ушкалов, Сергей Сергеевич
Сергей Сергеевич Ушкалов (род. 2 февраля 1972) — советский и казахстанский пловец, специализировавшийся в плавании на спине. Участник Олимпийских игр и Азиатских игр.

## Биография
Сергей Ушкалов родился 2 февраля 1972 года.

## Карьера
В 1991 году на этапе Кубка мира в СССР принял участие в двух дисциплинах, став пятым на 50 м на спине и шестым на дистанции вдвое длиннее.
В 1994 году выиграл соревнования на этапе Кубка мира в Германии, а затем принял участие на чемпионате мира в Италии, где стал 29-м в квалификации. Не принял участие в эстафетах на Азиатских играх 1994 года в Японии, но участвовал в индивидуальных соревнованиях на 100 м. Вышел в финал, где занял шестое место с результатом 58,38 с.
В 1996 году принял участие на Олимпийских играх в Атланте. Участвовал в эстафете 4 по 100 метров вольным стилем, но сборная Казахстана была дисквалифицирована. Также принял участие в плавании на 100 метров на спине, в первом раунде показав 42-й результат (58,61 с). В комбинированной эстафете 4 по 100 метров выступил в первом раунде, Казахстан не вышел в финал, показав пятнадцатый результат.